# Terrerola d'Athi
La terrerola d'Athi (Alaudala athensis) és una espècie d'ocell de la família dels alàudids (Alaudidae).

## Hàbitat i distribució
Terrenys oberts nus i praderies del sud i sud-est de Kenya i nord-est de Tanzània.